# Tsjortovomeer
Het Tsjortovomeer (Russisch: Чёртово озеро; "duivelsmeer") is een bergmeer in het bergmassief Chamar-Daban op een hoogte van 1728 meter in een gebied met bergweiden, vlak bij de Tsjortovo Vorota (duivelspoorten) in de Russische autonome republiek Boerjatië. Het meer heeft een oppervlakte van bijna 5000 m² en is maximaal 2 meter diep. Op de bodem ligt een laag silt, en de oevers zijn deels moerassig. Het meer vormt de bron van de Spoeskovaja (zijrivier van de Oetoelik) en de Podkomarnaja. Het meer is van september tot juni bedekt met ijs en is dus slechts 3 maanden ijsvrij.

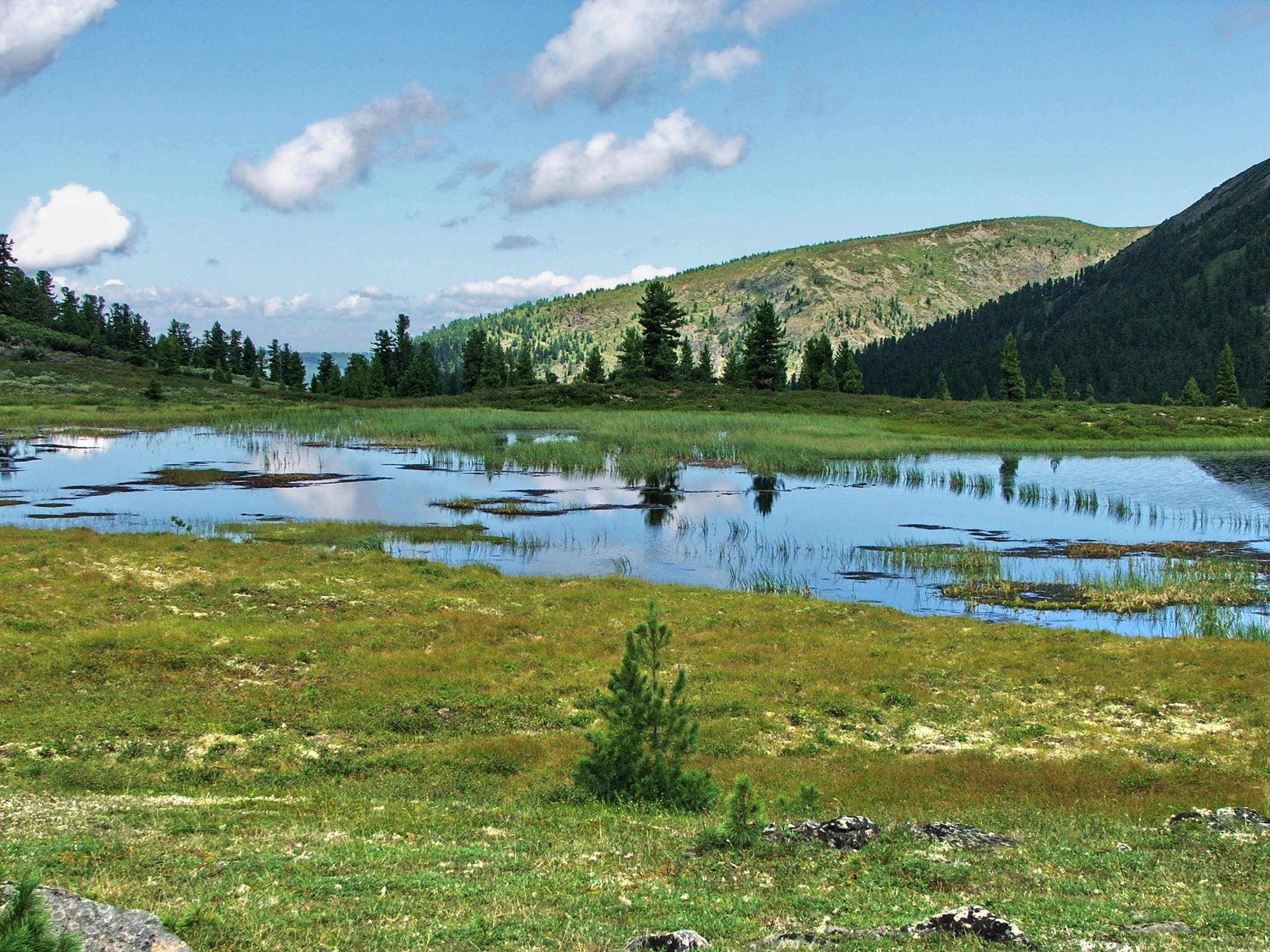
Oostelijke rand van het meer

Het meer zelf bevat geen leven, maar op de oevers leven diersoorten als muizen, wangzakeekhoorns, notenkrakers en nog een aantal zoogdieren.
Naast het meer loopt een toeristisch pad dat naar de rivier de Oetoelik voert en verder naar de Snezjnaja, Chara-Moerin, Chan-Oela, het Patovojemeer, de Ortsek en andere. Dit pad werd in de 19e eeuw door veroordeelde criminelen aangelegd als postroute naar Mongolië. Aan de andere zijde van het meer lopen verschillende toeristische routes, waaronder de Bajkalskaja Kroegosvetka.
In de richting van de Oetoelik loopt het meer steil af en om die reden zijn er daar veel slingers in het pad. Van november tot maart is hier regelmatig kans op lawines. Naast het meer bevindt zich een monument voor een toerist die door een dergelijke lawine om het leven kwam. In de winter kan het flink sneeuwen rond het meer, waarbij de sneeuw zich ophoopt tot 1,5 meter hoogte en op sommige plekken in de wind tot 10 meter.